# Brachiaria whiteana
Brachiaria whiteana är en gräsart som först beskrevs av Karel Domin, och fick sitt nu gällande namn av Charles Edward Hubbard. Brachiaria whiteana ingår i släktet Brachiaria och familjen gräs.
Artens utbredningsområde är Queensland. Inga underarter finns listade i Catalogue of Life.